# Actinobdella pediculata
Actinobdella pediculata är en ringmaskart som först beskrevs av Hemingway 1908.  Actinobdella pediculata ingår i släktet Actinobdella och familjen broskiglar. Inga underarter finns listade i Catalogue of Life.